# Línea 13 (autobuses urbanos de Granada)
La línea 13 es una línea regular de autobús urbano de la ciudad española de Granada. Es operada por la empresa Transportes Rober.
Realiza el recorrido comprendido entre el centro de la ciudad y el cementerio. Tiene una frecuencia media de 30 a 35 minutos.

## Recorrido
La línea tiene como fin unir la ciudad con el cementerio, que se encuentra alejado de esta y a mayor altura. Tiene su cabecera en Palacio de Congresos, y utiliza el nuevo acceso a la Alhambra para llegar al cementerio. Tiene paradas intermedias a lo largo de su recorrido, como en Carretera de la Sierra y el Barranco del Abogado.